# Ансельмино

Ансельмино

Ансельмино — название серебряной монеты герцогства Мантуя стоимостью в 2 джулио или 20 сольдо. Чеканились непродолжительное время во время правления герцога Винченцо I Гонзага (1587—1613). Своё название получила из-за изображённой на аверсе фигуры святого Ансельма с поднятой правой рукой и епископским посохом в левой. Вес ансельмино колебался в пределах 4,5—6,76 г, диаметр 28—30 мм.